# Veneffles
Veneffles est une ancienne commune d'Ille-et-Vilaine dont les origines remontent au Moyen Âge et qui a existé de 1790 à 1971, date à laquelle elle a intégré par fusion simple à Châteaugiron.

## Géographie

### Localisation
Veneffles est située au sud de la commune de Châteaugiron et au sud-est de Rennes.
Elle est traversée par la route département D 234 ainsi que par un ruisseau affluent de la Seiche.

## Toponymie
Les attestations anciennes sont : Veneffla (1209), De Venefle (1240), Venefle (1784).
Un premier nom en breton est créé par Théophile Jeusset : Gwenfouilh. Ce nom est repris dans le dictionnaire breton-français français-breton de Roparz Hemon et Ronan Huon[réf. incomplète].
La forme bretonne actuelle proposée par l'Office public de la langue bretonne est Gwennevl.

## Histoire

### Les Templiers et les Hospitaliers
La paroisse de Veneffles après avoir appartenu à la Commanderie du Temple de la Guerche, passa aux Hospitaliers de l'ordre de Saint-Jean de Jérusalem, elle est citée pour la première fois en 1240. L'église paroissiale, en place aujourd’hui, est une reconstruction des XVIe et XVIIe siècles.

### Époque moderne
Un chemin des saulniers (emprunté par les faux-sauniers pratiquant la contrebande du sel entre la Bretagne et le Maine, pays de gabelle, passe à la limite des communes de Veneffles et d'Ossé avec celles de Chaumeré (désormais annexée par la commune de Domagné) et Saint-Aubin-du-Pavail, puis à la limite de celle de Cornillé avec celles de Torcé et Louvigné-de-Bais avant de rejoindre, via Étrelles et Argentré-du-Plessis,  Le Pertre. Ce chemin des saulniers est d'origine ancienne, c'est probablement une ancienne voie romaine ; son tracé se lit encore très bien sur une carte, empruntant successivement de l'ouest vers l'est des tronçons des routes départementales D 93, D 104, D 35, à nouveau D 104 et enfin D 33.

### LeXXesiècle
Le 1er mars 1971, Veneffles a été fusionnée dans Châteaugiron (fusion simple).

## Administration

### Liste des maires
| Période                                  | Période | Identité     | Étiquette | Qualité |
| ---------------------------------------- | ------- | ------------ | --------- | ------- |
| décembre 1919                            | ??      | Rabaux       |           |         |
| 1947                                     | 1971    | Joseph Lecoq |           |         |
| Les données manquantes sont à compléter. |         |              |           |         |

### Démographie
Le maximum de la population a été atteint en 1846 avec 423 habitants.
| 1793 | 1800 | 1806 | 1821 | 1831 | 1836 | 1841 | 1846 |
| ---- | ---- | ---- | ---- | ---- | ---- | ---- | ---- |
| 402  | 416  | 388  | 385  | 355  | 380  | 397  | 423  |

| 1851 | 1856 | 1861 | 1866 | 1872 | 1876 | 1881 | 1886 |
| ---- | ---- | ---- | ---- | ---- | ---- | ---- | ---- |
| 388  | 385  | 377  | 347  | 341  | 332  | 347  | 330  |

| 1891 | 1896 | 1901 | 1906 | 1911 | 1921 | 1926 | 1931 |
| ---- | ---- | ---- | ---- | ---- | ---- | ---- | ---- |
| 319  | 294  | 281  | 266  | 262  | 231  | 225  | 212  |

| 1936 | 1946 | 1954 | 1962 | 1968 | - | - | - |
| ---- | ---- | ---- | ---- | ---- | - | - | - |
| 198  | 194  | 206  | 210  | 326  | - | - | - |

## Culture locale et patrimoine

### Lieux et monuments

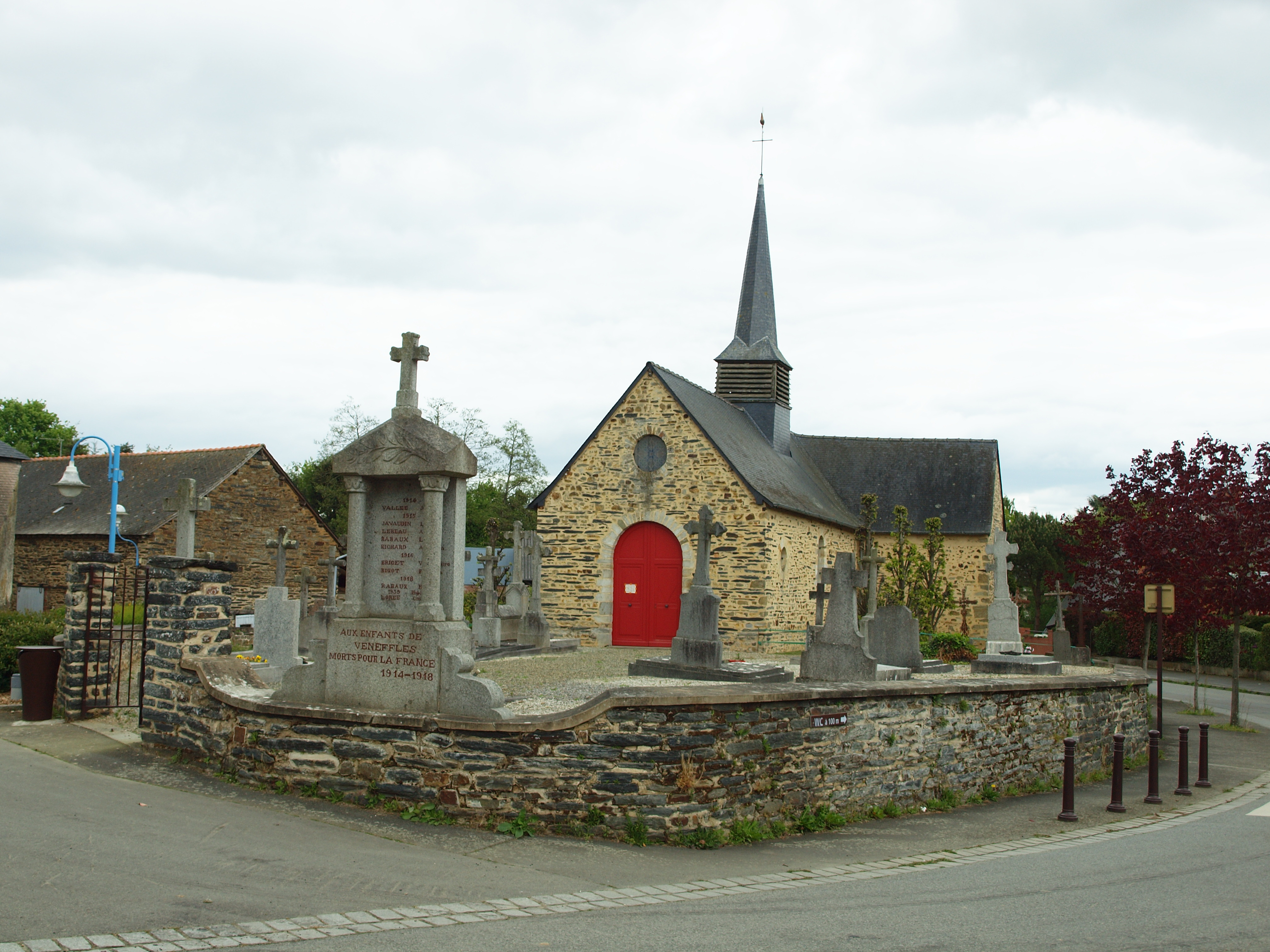
Église Saint-Médard.

La commune ne possède pas de monument historique, on y trouve cependant plusieurs monuments inventoriés.
L’église paroissiale est dédiée à saint Médard et se trouve sous le patronage de saint Jean-Baptiste,,. Un ancien cimetière entoure l’église
On trouve une croix de cimetière en granite au chevet de l’église et une croix de chemin en bois avec un christ en fonte à l’entrée ouest du bourg.
Plusieurs maisons datées du XVIe siècle et des fermes sont également inventoriées.

### Personnalités liées à la commune
- Julien Gourdel (1804-1846), sculpteur né à Veneffles.